# Бенитес, Оскар Давид
О́скар Дави́д Бени́тес Легисамо́н (исп. Óscar David Benítez Leguizamón; родился 10 июля 1998 года в Парагвае) — парагвайский футболист, вратарь клуба «Рубио Нью».

## Клубная карьера
Бенитес — начал профессиональную карьеру в клубе «Рубио Нью». 12 мая 2016 года в матче против «Серро Портеньо» он дебютировал в парагвайской Примере, в возрасте 17 лет.

## Международная карьера
В 2015 году в составе юношеской сборной Парагвая Оскар принял участие в юношеском чемпионате мира в Чили. На турнире он был запасным и на поле не вышел. В 2017 года Бенитес в составе молодёжной сборной Парагвая принял участие в молодёжном чемпионате Южной Америки в Эквадоре. На турнире он был запасным и на поле не вышел.